# Haō Airen
Haō Airen (覇王・愛人 El amante dragón/Surpreme King's Mistress?), es un manga shōjo  de 9 tomos de la autora japonesa Mayu Shinjō. Fue publicado en Japón por Shōgakukan. Como muchos de sus trabajos, Haou Airen es pesado en contenido sexual. Es recomendada para lectores adultos en Alemania y ha sido licenciada en Norteamérica por Viz Media. En Singapur, la traducción china fue publicada pro Chuang Yi. En España ha sido licenciado por Ivréa.

## Argumento
Un día mientras vuelve a casa desde su trabajo, Kurumi Akino, encuentra a un hombre herido y salva su vida. Misteriosamente él desaparece, dejándole solo el nombre "Hakuron". Unos meses después, Kurumi es secuestrada a la salida de la escuela y despierta a bordo del jet privado de Hakuron, volando hacia Hong Kong. El hombre que ella salvó es el gánster más tristemente célebre en Hong Kong y quiere que ella se quede con él.

## Personajes
- Kurumi Akino

Tiene 17 años, es muy inocente e ingenua muchacha que vive con su madre enferma y dos hermanos a los que constantemente necesita cuidar. Para mantenerlos a los tres, trabaja en exceso todos los días y a la vez estudia. Tiene un cuerpo bastante desarrollado para su corta edad, aunque posee una cara infantil y angelical, su temperamento tampoco varía mucho. 
- Uon Hakuron

Perteneciente a la mafia de Hong Kong a los 18 años, su nombre verdadero es Wang Li Chien, y su familia desciende de la realeza en China. Un adivino predijo que el traería la caía de su clan y su padre intento asesinarlo. Debido a una serie de eventos que suceden, su madre fue asesinada y Hakuron mató a su padre, el primero de sus mucho asesinatos que lo guiarían a convertirse en el hombre más temido en la Triada. Su madre le dejó un dragón de Jade el cual ella juro que lo protegería de por vida. Aunque parece que es un hombre descorazonado, en verdad tiene un lado muy amable que raramente alguien lo nota. Se enamora de Kurumi, pero muchas otras organizaciones la tratan de usar para arruinar a Hakuron y eso guío a Hakuron a pensar que el probablemente llegaría a herirla en lugar de protegerla.
- Lei Lan

La compañera celosa de Hakuron, es su fiel amante y admiradora. Ella es una de las tantas chicas que entregó su inocencia al tentador mafioso, esto le hizo creer que Lei Lan era de su propiedad y Harukon era solo de ella, por eso le da bastante rabia la presencia de Kurumi e intenta sacarla de camino varias veces a lo largo de la historia. 
- Kaafi

Kaafi es un joven que vive con su madre y guía junto a ella un restaurante. El encuentra a Kurumi de casualidad tirada en la calle completamente desnuda y con marcas en su cuerpo, pero a pesar de eso la lleva a su casa para que su madre la cure y la cuide. Aunque esta le dijo que Kurumi parecía una prostituta que huía de un burdel, Kaafi decide albergarla en su casa y luego de un corto tiempo se enamora de ella.
- Shui Long

Es un médico talentoso, es amable, simpático y jovial. Pero sus verdaderos sentimientos y pensamientos hacia Kurumi y Hakuron son desconocidos.
Llegó un día a la organización cuando resultó herido por un disparo. Al instante, tomó el control, impresionando a Hakuron que le prometió construir un hospital completo con todo, a condición de que siempre lo debe ayudar. El entonces jefe Hakuron introdujo a Shui Long. Aunque a largo Shui vio que Hakuron era más joven que él y dijo: "Si puedo ser de servicio ...."